# Kruder y Dorfmeister
Kruder & Dorfmeister es un dúo austríaco de música electrónica integrado por los músicos y DJs Peter Kruder y Richard Dorfmeister
Su propuesta musical está basada en mezclas o remixados con elementos del downtempo, el dub, la música pop, el hip-hop y el drum and bass. Estas mezclas poseen además secciones vocales procesados por sampler, elementos del trip-hop, la bossa nova y otros géneros que dan a su sonido un tinte personal y único.
Algunos de sus trabajos más conocidos son "High Noon," "Original Bedroom Rockers," y remixes para otros artistas como "Nothing Really Matters" de Madonna, "Useless" de Depeche Mode, "Héroes" de Roni Size y otros. Muchas de estas mezclas están recogidas en su álbum doble The K & D Sessions, de 1998.
El grupo ganó su primer reconocimiento en Europa por sus actuaciones en vivo como DJ y en especial por su álbum de 1996 DJ Kicks, siendo luego conocidos internacionalmente por su trabajo de mezclas.
Kruder and Dorfmeister poseen su propio estudio de grabación, G-Stone Records en Viena, con el que han realizado la mayoría de sus propios álbumes y editado a otros artistas de sonido afín, como Stereotyp, DJ DSL, Rodney Hunter, Urbs, Makossa & Megablast, and Sugar B./Dub Club.

## Discografía
- 1993 - G-Stoned EP (12") [G-Stone Recordings]

- 1996 - Conversions - K&D Selection of drum&bass [Spray/BMG]

- 1996 - DJ-Kicks: Kruder & Dorfmeister [Studio !K7]

- 1996 - Black Baby EP [Studio !K7]

- 1998 - The K & D Sessions [Studio !K7]

- 2000 - The G-Stone Book [G-Stone Recordings]
- 2020 - 1995 [G-Stone Recordings]

## Otros alias y denominaciones
- Richard Dorfmeister: Tosca (con Rupert Huber); Richard Dorfmeister vs. Madrid De Los Austrias (con Heinz Tronigger y Michael "Pogo" Kreiner)

Tosca
- 1995 - Favourite Chocolate (12") [G-Stone Recordings]

- 1996 - Fuck Dub (12") [G-Stone Recordings]

- 1997 - Buona Sarah (12") [G-Stone Recordings]

- 1997 - Fuck Dub (CD) [G-Stone Recordings]

- 1997 - Fuck Dub Remixes Vol. 1 (12") [G-Stone Recordings]

- 1997 - Fuck Dub Remixes Vol. 2 (12") [G-Stone Recordings]

- 1997 - Fuck Dub Remixes Vol. 3 (12") [G-Stone Recordings]

- 1997 - Opera (CD) [G-Stone Recordings, Studio !K7]

- 1997 - Opera (2xLP) [Style Disques, Chrysalis]

- 1999 - Chicken Chiefly / Chocolate Elvis Dub (12") [Pork Recordings]

- 1999 - Chocolate Elvis (2x12") [G-Stone Recordings]

- 1999 - Suzuki EP (12") [G-Stone Recordings]

- 1999 - The Chocolate Elvis Dubs (CD) [G-Stone Recordings]

- 2000 - Suzuki (CD) [G-Stone Recordings]

- 2000 - Suzuki In Dub (4xLP) [G-Stone Recordings]

- 2000 - Suzuki In Dub (CD) [G-Stone Recordings, Studio !K7]

- 2002 - Different Tastes Of Honey (CD) [G-Stone Recordings, Studio !K7]

- 2002 - Different Tastes Of Honey (4x12") [G-Stone Recordings]

- 2003 - Dehli9 (2xCD) [Studio !K7]

- 2003 - Wonderful (12") [Studio !K7]

- 2005 - Damentag (12") [Studio !K7]

- 2005 - Heidi Bruehl [Studio !K7]

- 2005 - J.A.C. [Studio !K7]

- 2006 - Souvenirs (CD) [G-Stone Recordings]

- 2006 - Souvenirs EP (12") [G-Stone Recordings]
- 2009 - No Hassle
- 2013 - Odeon
- 2014 - Outta Here
- 2017 - Going Going Going
- 2022 - Osam

Richard Dorfmeister vs. Madrid De Los Austrias
- 2004 - Valdemosa [Sunshine Enterprises]

- 2006 - Boogie No More (12") [Net's Work International]

- 2006 - Grand Slam (CD) [G-Stone Recordings]

- 2006 - Valdemosa Remixed (12") [Sunshine Enterprises]

- Peter Kruder: Peace Orchestra (solo), Voom:Voom (con Christian Prommer y Roland Appel)

Peace Orchestra
- 1999 - Peace Orchestra (CD) [G-Stone Recordings]

- 1999 - Peace Orchestra (2xLP) [G-Stone Recordings]

- 2000 - Shining Repolished Versions (2x12") [G-Stone Recordings]

- 2002 - Reset (3xLP) [Studio !K7]

- 2002 - Reset (CD) [Studio !K7]

Voom:Voom
- 2000 - Poppen / Influenza (12") [Compost Records]

- 2001 - Ginger & Fred / Influenza Forte (12") [Compost Records]

- 2003 - Baby 3 (12") [Compost Records]

- 2006 - Peng Peng LP [Studio !K7]